# Aprestes variicornis
Aprestes variicornis är en stekelart som först beskrevs av Jean-Jacques Kieffer 1909.  Aprestes variicornis ingår i släktet Aprestes, och familjen hyllhornsteklar. Arten är reproducerande i Sverige.